# Alcis amabilis
Alcis amabilis är en fjärilsart som beskrevs av Inoue 1983. Alcis amabilis ingår i släktet Alcis och familjen mätare. Inga underarter finns listade i Catalogue of Life.